# World Rugby Nations Cup 2018
La World Rugby Nations Cup 2018 fu la 13ª edizione della Nations Cup, competizione internazionale organizzata da World Rugby al fine di favorire la crescita delle federazioni di secondo livello tramite l'incontro con le nazionali "A" di quelle di primo livello.
Si svolse tra il 2 e il 10 giugno 2018 a Montevideo e Las Piedras in Uruguay, Paese che ospitò la competizione per la seconda volta consecutiva.
A vincere il torneo, riconfermandosi campione, fu l'Uruguay che vinse il girone con tre vittorie su tre incontri, mentre il XV dell'Argentina giunse secondo, sconfitto proprio all'ultima giornata dai vicini di casa uruguaiani.
L'Italia Emergenti, che nell'ultima partita sconfisse la selezione figiana, giunse terza davanti agli oceaniani.

## Formula
Le quattro squadre si incontrarono in un girone unico all'italiana in cui ciascuna incontrò le altre tre.
La classifica finale fu stilata secondo le regole di punteggio dell'emisfero sud, quindi 4 punti per la vittoria, 2 per il pareggio, 0 per la sconfitta più gli eventuali bonus per quattro mete realizzate e/o la sconfitta con sette o meno punti di scarto.

## Squadre partecipanti
- Argentina A (Argentina XV)
- Figi A (Fiji Warriors)
- Italia Emergenti
- Uruguay

## Risultati

### 1ª giornata
| Arbitro: | Shota Tevzadze |

|                                        |      |                      |
| Cordero 12’ del Prete 74’ Portillo 80’ | mt   | 59’ Bruno            |
| Díaz Bonilla 74’, 80’                  | tr   |                      |
|                                        | c.p. | 15’ Menniti Ippolito |

| Arbitro: | Mike Adamson |

|              |      |                                  |
| Tikotani 2’  | mt   | 5’, 80+1’ Vilaseca               |
| Tikotani 2’  | tr   | 5’, 80+1’ Berchesi               |
| Tikotani 10’ | c.p. | 13’, 49’, 59’, 65’, 78’ Berchesi |

### 2ª giornata
| Arbitro: | Francisco González |

| |      |                         |
| Moroni 2’ Solveyra 7’ Montero 17’ Baldunciel 31’ del Prete 42’ Díaz Bonilla 49’ Mensa 56’, 78’ Jorge 64’ Bruni 67’ Cordero 80+1’ | mt   | 12’ Daveta 75’ Tuivuaka |
| Díaz Bonilla 2’, 7’, 17’, 42’, 49’, 56’, 64’, 67’, 78’, 80+1’                                                                    | tr   | 12’ Tikotani            |
| | c.p. | 36’ Tikotani            |

| Arbitro: | Shota Tevzadze |

|                                     |      |                                   |
| Trotta 13’ Conforti 39’ tecnica 80’ | mt   | 21’ Favaro 28’ Prada 53’ Vilaseca |
| Menniti Ippolito 39’                | tr   | 53’ A. Ormaechea                  |
|                                     | c.p. | 57’, 74’ Berchesi                 |

### 3ª giornata
| Arbitro: | Francisco González |

|                                               |      |                                |
| Zanon 16’ tecnica 53’ Fragnito 60’ Cioffi 72’ | mt   | 27’, 75’ Tuivuaka 38’ Narumasa |
| Azzolini 16’ Cioffi 72’                       | tr   | 27’, 38’, 75’ Varo             |
| Cioffi 37’                                    | c.p. | 3’, 40+3’ Varo                 |

| Arbitro: | Mike Adamson |

|                       |      |                             |
| tecnica 37’ Favre 44’ | mt   | 61’ Leivas 69’ Diana        |
| Díaz Bonilla 45’      | tr   | 61’, 69’ Berchesi           |
| Díaz Bonilla 25’, 75’ | c.p. | 12’, 30’, 53’, 78’ Berchesi |

## Classifica
|  | Squadre          | G | V | N | P | PF  | PS  | P±  | B | PT |
|  | ---------------- | - | - | - | - | --- | --- | --- | - | -- |
|  | Uruguay          | 3 | 3 | 0 | 0 | 78  | 49  | +29 | 0 | 12 |
|  | Argentina A      | 3 | 2 | 0 | 1 | 114 | 49  | +65 | 2 | 10 |
|  | Italia Emergenti | 3 | 1 | 0 | 2 | 56  | 69  | -13 | 2 | 6  |
|  | Figi A           | 3 | 0 | 0 | 3 | 52  | 133 | -81 | 1 | 1  |